# Erkki Nghimtina

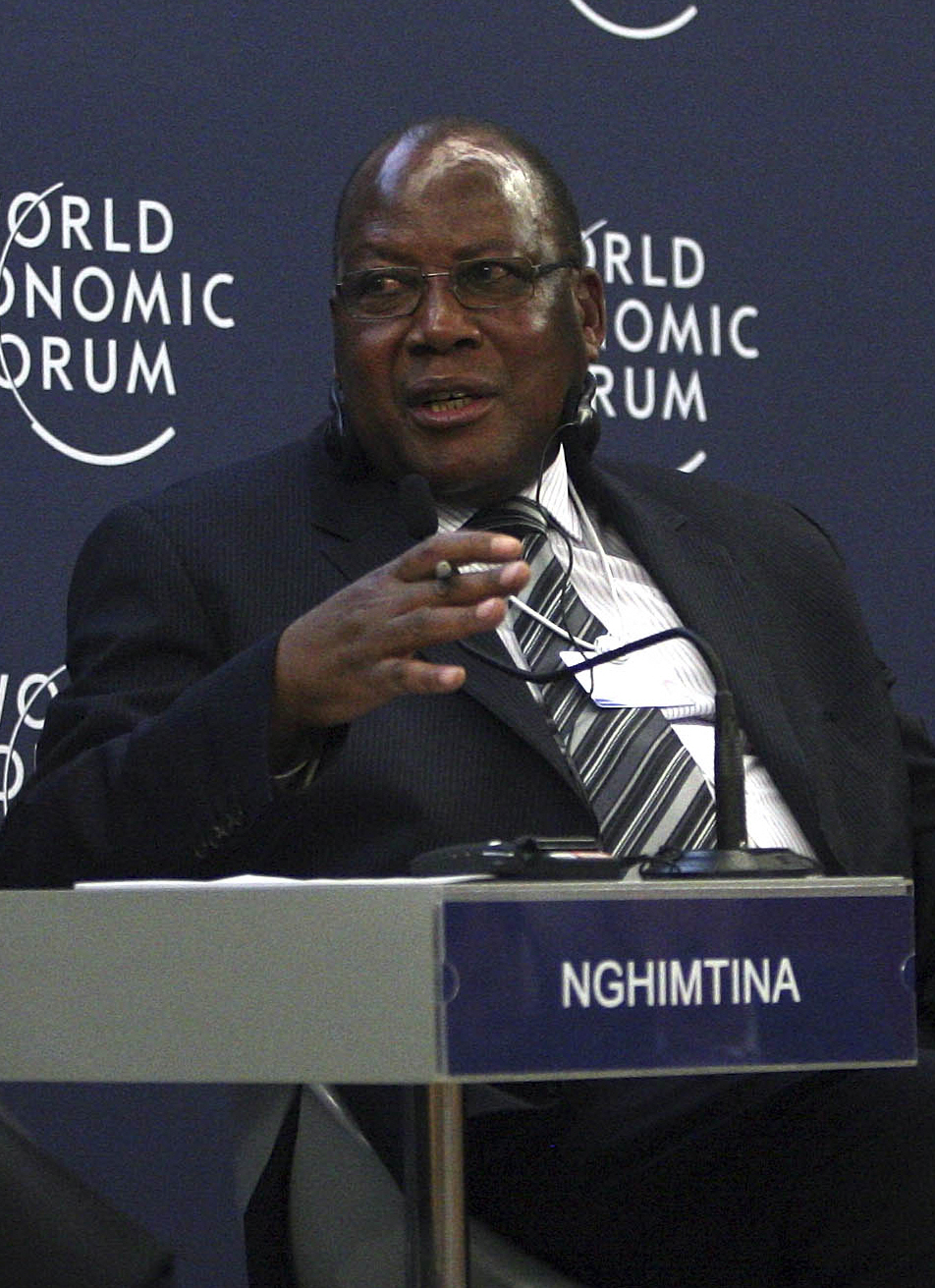
Minister Nghimtina beim Jahrestreffen der New Champions 2012 in der V.R. China

Erkki Nghimtina (* 16. September 1948 in Eembidi, Südwestafrika), fälschlicherweise auch häufiger Errki, ist ein namibischer Politiker  der SWAPO.
Er war zuletzt von März 2015 bis März 2020 Minister für Arbeit, Gewerkschaftsbeziehungen und Arbeitsplatzschaffung.

## Leben
Er wurde als Sohn von Meriam Shopati und Johannes Nghimtina geboren. Sein Berufsleben begann er 1970 als Angestellter in Oshakati und arbeitete 1972–73 im südwestafrikanischen Postdienst. Er hat 13 Kinder, acht Töchter und fünf Söhne mit verschiedenen Frauen.

### Exil
Im Jahr 1974 floh Nghimtina in ein SWAPO Lager nach Oshatotwa in Sambia. Von dort aus wurde er noch im selben Jahr zur politischen und militärischen Schulung in die Sowjetunion entsandt. Dort erhielt er bis 1976 unter anderem eine militärische Ausbildung als Funker. Nach seiner Rückkehr nach Sambia wurde er zunächst Ausbilder und später Ausbildungsleiter (bis 1979) in der sogenannten „Ostfront“ der PLAN (People’s Liberation Army of Namibia/Volksbefreiungsarmee von Namibia), dem militärischen Arm der SWAPO. Ab 1979 war Erkki Nghimtina Direktor des Propagandabüros der SWAPO in Shilumbaba in Sambia. Während der Zeit erwarb er ein Diplom am Institut für Marxismus-Leninismus der Wilhelm-Pieck-Universität Rostock in der damaligen DDR. Von 1983 bis 1989 war er Propagandachef und Politkommissar der Volksbefreiungsarmee (PLAN).

### Rückkehr nach Namibia
1989 kehrte Erkki Nghimtina nach fünfzehn Jahren im Exil im Rang eines Obersts der Volksbefreiungsarmee nach Namibia zurück. Diesen Posten behielt er bis zu seiner Entlassung aus dem aktiven Militärdienst der neugeschaffenen namibischen Streitkräfte im Jahre 1995. Während der Zeit war Nghimtina unter anderem für die Zusammenarbeit mit den Streitkräften anderer, marxistisch orientierter Staaten der Region zuständig (wie z. B. Simbabwe, Angola, Mosambik etc.).

### Aufstieg in Namibia und politische Haltung
Nghimtina ist seit 1995 Abgeordneter der Nationalversammlung. Nach seinem Ausscheiden aus dem aktiven Militärdienst war Erkki Nghimtina zunächst stellvertretender Verteidigungsminister. Am 11. Dezember 1997 wurde er von Staatspräsident Nujoma als Nachfolger Phillemon Malimas zum Verteidigungsminister Namibias ernannt. Im selben Jahr wurde er auch in das Zentralkomitee der SWAPO berufen. Während einer politischen Rede im Jahre 2001, die er als Verteidigungsminister Namibias während der Auseinandersetzungen im angolanischen Bürgerkrieg hielt, beschimpfte er namibische Sympathisanten der Rebellengruppe UNITA als Verräter und drohte ihnen öffentlich mit der Erschießung.
Vom 20. März 2005 bis März 2010 war er Minister für Bergbau und Energie. Auf dem SWAPO-Parteitag im Dezember 2007 wurde Erkki Nghimtina auch in das Politbüro des Zentralkomitees der SWAPO berufen. Auf diesem Parteitag wurden die Leitungsgremien der SWAPO von allen Abweichlern gesäubert, die der Sympathie für die neugegründete Oppositionspartei Rally for Democracy and Progress (RDP) verdächtigt wurden.
Bei den Parlamentswahlen des Jahres 2009, die neuerlich von Vorwürfen massiver Wahlfälschung gegen die regierende SWAPO-Partei begleitet waren, wurde Erkki Nghimtina abermals in die Nationalversammlung gewählt und am 23. März 2010 von Staatspräsident Pohamba, trotz aller öffentlichen Vorwürfe und trotz polizeilicher Ermittlungen, als Minister für Öffentliche Arbeiten, Transport und Kommunikation wiederum in sein Kabinett berufen.

### Vorwürfe schwerer Menschenrechtsverletzungen
Im Jahr 2008 kündigte der Präsident der Nationalen Gesellschaft für Menschenrechte, Phil ya Nangoloh an, dass er Ermittlungen des Internationalen Strafgerichtshof (IStGH) unter anderem gegen Erkki Nghimtina vor dem Internationalen Strafgerichtshof (IStGH) in Den Haag fordere. Mit dieser Klage wollte Nangoloh, Klarheit über das Verschwinden zahlreicher SWAPO-Dissidenten sowie die Aufklärung politischer Morde während der Zeit im Exil erzwingen. Phil ya Nangoloh selbst war zu jener Zeit mehrmals von der Geheimpolizei der SWAPO inhaftiert gewesen und gefoltert worden. Der IStGH lehnte Ermittlungen ab, da er nicht für Taten vor dem Jahr 2002 zuständig sei.
Neben Erkki Nghimtina hat die NGfM gegen den früheren Präsidenten Namibias, Sam Nujoma, den früheren Stabschef der namibischen Armee, Generalleutnant Solomon Hawala und Oberst Thomas Shuuya zeitweiliger Kommandeur des ersten Bataillons der namibischen Streitkräfte, Klage wegen Menschenrechtsverletzungen eingereicht, die vor der Unabhängigkeit Namibias und zum Teil auch danach stattgefunden haben sollen. Solomon Hawala war während der achtziger Jahre, Leiter des berüchtigten SWAPO-Folterzentrums in Lubango in Angola.
Bis zum heutigen Tage ist noch nicht vollständig geklärt, welche Rolle Erkki Nghimtina und der frühere Präsident Namibias, Sam Nujoma in den Jahren 1998 und 1999 während des Caprivi-Konfliktes bei der Niederschlagung der separatistischen Aufstände im Gebiet des Caprivizipfels gespielt haben. Nach den Angaben unabhängiger Menschenrechtsorganisationen, wie zum Beispiel Amnesty International (AI), sei es bei Polizei- und Militäraktionen zur Zerschlagung der Befreiungsbewegung von Seiten der namibischen Sicherheitskräfte zu schweren Verstößen gegen elementare Menschenrechte und gegen das Kriegsvölkerrecht und zu Folter gegen Gefangene gekommen.

### Kontroversen des Jahres 2008
Im September 2008 feuerte Erkki Nghimtina angeblich mehrere Schüsse auf einen jüngeren Verwandten, weil dieser sich der neugegründete Oppositionspartei Rally for Democracy and Progress (RDP) angeschlossen hatte. Der amtierende RDP Parteisekretär Jesaya Nyamu, bezeichnete die Tat auf einer Pressekonferenz als Mordversuch.
Nach einer Pressekonferenz zitierte Staatspräsident Hifikepunye Pohamba Nghimtina ins  Staatshaus, um die Angelegenheit zu besprechen. Während der Besprechung zwang er Nghimtina angeblich zum Rücktritt – sowohl von seinem Amt als Minister für Bergbau und Energie als auch zur Niederlegung seines Mandates als Abgeordneter der Nationalversammlung. Aus dieser Besprechung entspann sich in der Folge eine regelrechte Posse um den vorgeblichen Rücktritt des Ministers.
Nach einem Treffen hochrangiger Regierungs- und Parteifunktionäre, einschließlich der SWAPO-Generalsekretärin Pendukeni Iivula-Ithana, wurde der zurückgetretene Minister ins Staatshaus zurückgerufen. Man beließ es bei einer Rüge und Erkki Nghimtina konnte trotz der Vorwürfe und des dringenden Tatverdachtes im Amt bleiben. Kurz nach dieser Besprechung wurde Nghimtina von der Polizei zu den Vorwürfen vernommen. Wütend über das Verhör trat er abermals von all seinen Ämtern zurück. Am 2. September behauptete Nghimtina in einem Interview gegenüber der Zeitung The Namibian, dass er keineswegs zurückgetreten sei und auch andere SWAPO-Parteifunktionäre bezeichneten seinen Rücktritt als reine Spekulation.
Selbst Staatspräsident Hifikepunye Pohamba, der zu jener Zeit zum Begräbnis von Staatspräsident Levy Mwanawasa im Sambia weilte, war nicht in der Lage, Licht in die verworrene Situation zu bringen. Am folgenden Tag wurde berichtet, dass Nghimtina sein Entlassungsgesuch zurückgezogen habe, Staatspräsident Pohamba von hohen SWAP-Funktionären überstimmt worden sei und die Entlassung des Ministers trotz der schweren Vorwürfe zurücknehmen musste.

### Die Stipendienaffäre 2009
Anfang November 2009 berichteten verschiedene Zeitungen in Namibia, dass es bei der Vergabe von Stipendien der chinesischen Regierung an Studenten aus Namibia zu Unregelmäßigkeiten gekommen sei. Die Oppositionspartei DTA und die unabhängige Gewerkschaft des öffentlichen Dienstes (Public Service Union of Namibia, PSUN) hatten scharfe Kritik geübt. In schriftlichen Erklärungen sprachen sie von „Skandal-Stipendien“ und erhoben den Vorwurf der Korruption.
Die Stipendien waren ausnahmslos an die Kinder hoher Regierungsbeamter und SWAPO-Funktionäre vergeben worden, darunter Präsident Hifikepunye Pohamba, Bergbauminister Erkki Nghimtina, Innenministerin Rosalia Nghidinwa, Justizministerin und SWAPO-Generalsekretärin Pendukeni Iivula-Ithana und Verteidigungsminister Charles Namoloh sowie Polizeipräsident Sebastian Ndeitunga. In einer Presseerklärung bezeichneten PSUN-Generalsekretär Victor Kazonyat und PSUN-Präsident Johannes Hoeseb den „chinesische Stipendien-Skandal“ als einen weiteren Beleg dafür, dass die Regierung unter Präsident Pohamba im Kampf gegen Korruption gescheitert sei, weil Menschen in hohen Positionen dazu politisch nicht in der Lage oder gewillt seien sowie ihre moralische Integrität verloren hätten.